# La Glace (film)
Pour les articles homonymes, voir La Glace.
Pour plus de détails, voir Fiche technique et Distribution.
La Glace (Лёд, Liod) est un film russe réalisé par Oleg Trofime, sorti en 2018.
Une suite intitulée La Glace 2 sort en 2020.

## Synopsis
Nadia, originaire de Irkoutsk, est remarquée par le champion de patinage Vladimir Leonov. Son ascension est stoppée par une blessure, mais elle est alors aidée par le hockeyeur Sacha Gorine.

## Fiche technique
- Titre original : Лёд, Liod
- Titre français : La Glace
- Réalisation : Oleg Trofime
- Scénario : Oleg Malovitchko et Andreï Zolotarev
- Costumes : Daria Zonova
- Photographie : Mikhail Milachine
- Musique : Anton Belyaev
- Pays d'origine : Russie
- Format : Couleurs - 35 mm
- Genre : drame, musical
- Durée : 113 minutes
- Date de sortie :
  -  Russie : 14 février 2018

## Distribution
- Aglaïa Tarassova (ru) : Nadia
- Alexandre Petrov : Sacha Gorine
- Miloš Biković : Vladimir Leonov
- Mariya Aronova : Irina Chatalina
- Yan Tsapnik : Seva, l'entraineur de Vladimir Leonov
- Ksenia Rappoport : la mère de Nadia
- Kseniya Lavrova-Glinka : Margosha, la tante de Nadia
- Pavel Maykov : Genka, l'amant de Margosha

## Production

### Musique
Des extraits musicaux ou reprises des chansons suivantes sont inclus dans le film :
- Солдат (Soldat) de 5'nizza.
- Бесконечность (L'infini) de Zemfira.
- Делай как я (Fais comme moi) de Bogdan Titomir.
- Пачка Сигарет (Paquet de cigarettes) de Kino.
- лететь (Voler) de Амега reprise par Anton Belyaev.

## Accueil

### Box-office
Il est le film qui fait le plus d'entrées au box-office russe les deux premières semaines de son exploitation et est le troisième film sur l'année.

## Distinctions

### Récompenses
- 17e cérémonie des Aigles d'or : Aigle d'or de la meilleure actrice pour Aglaya Tarasova et de la meilleure musique[2].

### Sélection
- Kinotavr 2018 : sélection hors compétition.